# Mas de Gasparó
El Mas de Gasparó és una masia de Reus (Baix Camp) situada a la partida de Rubió, al sud-est de la carretera de Cambrils, on aquesta s'encreua amb la T-11, i a la vora dreta del barranc de Pedret. Construïda a mitjans del segle xix, és de molta anomenada. Gasparó era el renom de Josep Bofarull, que en va ser el propietari.

## Descripció
Es tracta d'un edifici rectangular que consta de planta baixa i dos pisos. Té tres cossos, el central amb tres plantes. El pis superior està alineat amb la façana principal, amb coberta de teules a dues aigües però recula en les bandes laterals, idèntiques i de dues plantes, formant dues terrasses a cada costat. La planta primera es va formant a partir de sis arcs de mig punt que formalitzen en alguns casos una porxada, avui convertits en finestrals. A l'esquerra del mas, una bassa triangular està enganxada a l'edifici.